# Adolf Wiebe
Adolf Wiebe (* 17. März 1826 in Tiegenhof (Westpreußen); † 7. Juli 1908 in Heiligendamm; vollständiger Name: Friedrich Ernst Adolf Wiebe) war ein deutscher Bauingenieur und Baubeamter. Sein Hauptwerk liegt im Bau von Schifffahrtswegen. So war er maßgeblich für den Ausbau der Unterspree in Berlin verantwortlich.

## Leben
Nach dem Abitur am Gymnasium in Elbing studierte Wiebe ein Jahr an der Königsberger Universität. Wiebe wurde von 1845 bis 1847 zum Feldmesser ausgebildet und arbeitete beim Bau des Oberländischen Kanals mit. Von 1848 bis 1850 studierte er an der Bauakademie und wurde 1856 als Baumeister geprüft. Danach arbeitete er bei der Eisenbahndirektion in Bromberg und leitete von 1857 bis 1866 das Meliorationsamt Ostpreußen in Königsberg, bis 1872 war er Regierungsinspektor in Frankfurt (Oder). 1872 bis 1875 war er am Bau der Eisenbahnstrecke Breslau–Stettin beteiligt.
1875 wurde er Geheimer Baurat, 1878 Geheimer Oberbaurat in Berlin. Als seine Hauptleistung gilt der Ausbau von Wasserstraßen. So war er für den Ausbau der Oder in Breslau wie auch für den Bau des Oder-Spree-Kanals verantwortlich. 1881 veröffentlichte er die Denkschrift betreffend die Kanalisierung der Unterspree von den Dammühlen in Berlin bis Spandau. Die Wiebeschen Pläne für das Gesamtprojekt dienten, leicht modifiziert, als Grundlage für den Ausbau der Spree von der Mühlendammschleuse in Berlin-Mitte bis zur Mündung in Spandau. Dabei wurde von 1883 bis 1886 die Spree zwischen Spandau und Charlottenburg reguliert und die Schleuse Charlottenburg gebaut. Die Mühlendammschleuse wurde im Juni 1893 fertiggestellt. Mit der Fertigstellung der Langen Brücke am Berliner Rathaus am 25. September 1894 kamen die Baumaßnahmen zum Abschluss, durch die die Fahrt mit größeren Schiffen von der Elbe durch Berlin und über den 1887 bis 1891 fertiggestellten Oder-Spree-Kanal bis zur Oder möglich wurde.
Von Wiebe stammt auch der Entwurf für die 1886–1888 umgebaute Lange Brücke in Potsdam. 1888 wurde Wiebe Oberbaudirektor für den Wasserbau. In dieser Eigenschaft war er am 31. Mai 1895 zur Grundsteinlegung des Elbe-Trave-Kanals mit anderen in Lübeck. Nach den Schlägen mit dem silbernen Hammer durch den Oberzolldirektor Krieger mit den Worten „Nobis bene, nemini male – Lübeck zum Segen, Niemanden zum Unsegen.“, schlug der Oberbaudirektor, gefolgt von dem Generalstabschef, Oberst Maximilian von Prittwitz und Gaffron, den Granitstein.
1896 ging er in den Ruhestand.

## Familie
Wiebe gilt als Nachfahre des Erfinders Adam Wybe. Sein Vater war der Jurist Friedrich Leopold Wiebe. Er hatte drei Brüder, darunter der Maschinenbau-Ingenieur Hermann Wiebe, der erste Rektor der Technischen Hochschule Charlottenburg und der Eisenbahnbaumeister Friedrich Wiebe. Sein Onkel und Schwiegervater war der Ingenieur und Baumeister Eduard Wiebe. Mit seiner Frau Helene, geborene Wiebe, hatte er zwei Töchter. Die jüngere, Magdalena, war die erste Frau des Ornithologen Oskar Heinroth und arbeitete an mehreren seiner Bücher mit.
Eine Straße in Berlin-Moabit ist nach ihm und anderen Mitgliedern der Familie benannt.